# Sint-Lambertuskerk (Lith)
De Sint-Lambertuskerk is een rooms-katholieke kerk in de Nederlandse plaats Lith. De kerk is gewijd aan de heilige Lambertus van Maastricht.

## Geschiedenis
De heerlijkheid Lith viel tot 1671 onder het bisdom Luik, maar werd in dat jaar overgedragen aan de Republiek der Zeven Verenigde Nederlanden. Door de overdracht kwam de bestaande kerk, gelegen tussen Lith en Lithoijen, in handen van de protestanten. De katholieken waren de eerste tijd gewezen op een schuurkerk. Pas na de Franse tijd kwam de bestaande kerk weer in handen van de katholieken, maar het restant was niet veel meer waard en te klein. Als oplossing kwam er dat de protestanten de kerk weer terug huurden van de katholieken.
Om de schuurkerk te vervangen werd een waterstaatskerk gebouwd die in 1843 gereed kwam. Deze kerk werd dusdanig beschadigd door overstromingen van de Maas, dat in waterstaatskerk werd vervangen door een neogotische kerk ontworpen door Caspar Franssen. Deze kerk kwam in 1900 gereed, vlak voor de nieuwbouw van de Sint-Remigiuskerk in het naburige Lithoijen, eveneens naar ontwerp van Franssen. 
De kerk is in 2000 aangewezen als rijksmonument.

## Architectuur
Franssen had de kerk als driebeukige kruiskerk ontworpen met lage zijbeuken. De entree, voorzien van een frontaal, is in de kerktoren verwerkt. De toren heeft een groot gedeelte met galmgaten en wordt bekroond met een achtkantige spits tussen vier topgevels. Waar het schip het transept kruist, is het dak voorzien van een dakruiter. In de zijgevels zijn spitsboogvensters aangebracht met glas-in-loodramen. In het priesterkoor zijn gebrandschilderde ramen aangebracht, afkomstig van atelier F. Nicolas en Zonen. Diverse beelden in de kerk zijn afkomstig van Hendrik van der Geld.

## Galerij

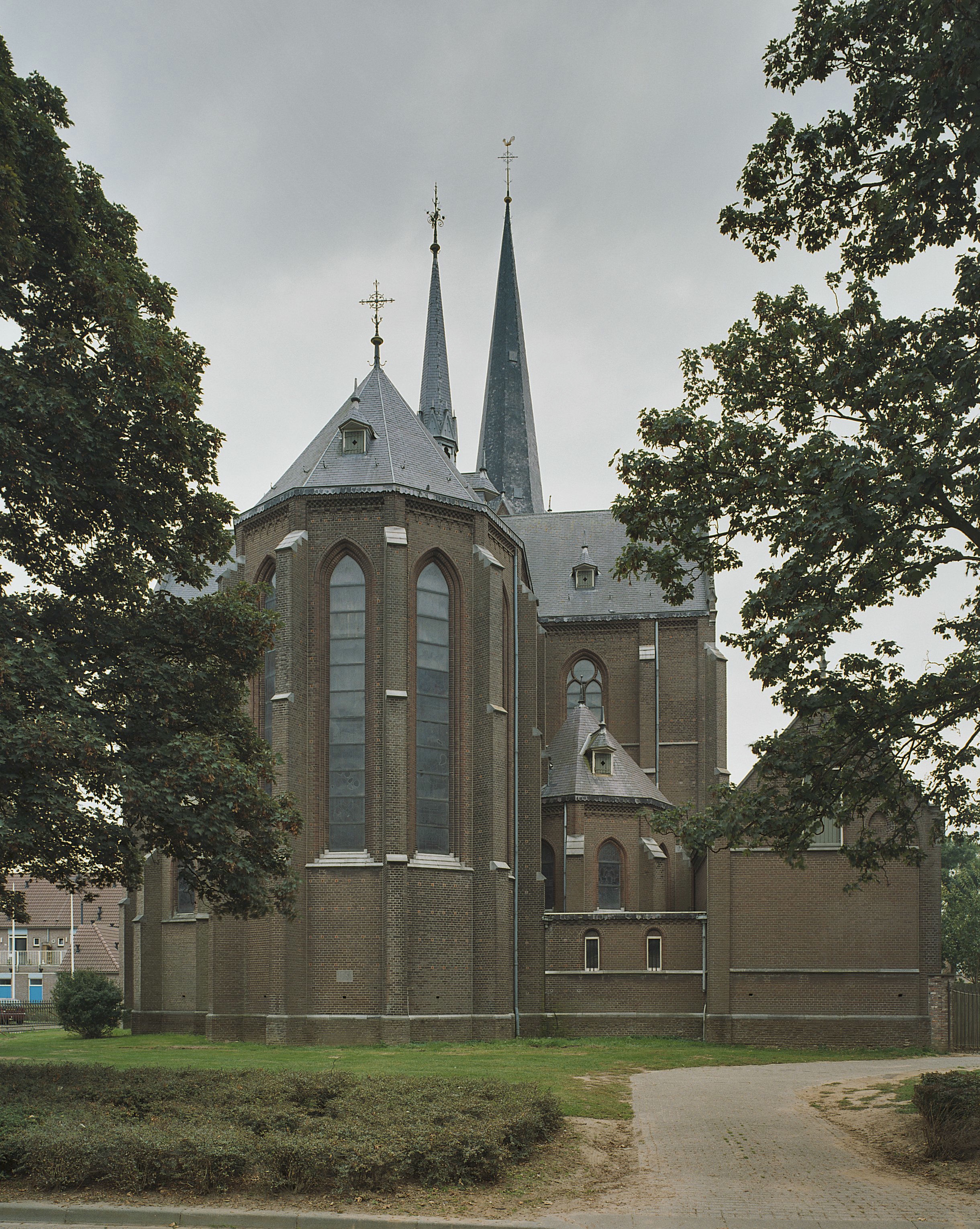
Achterzijde kerk
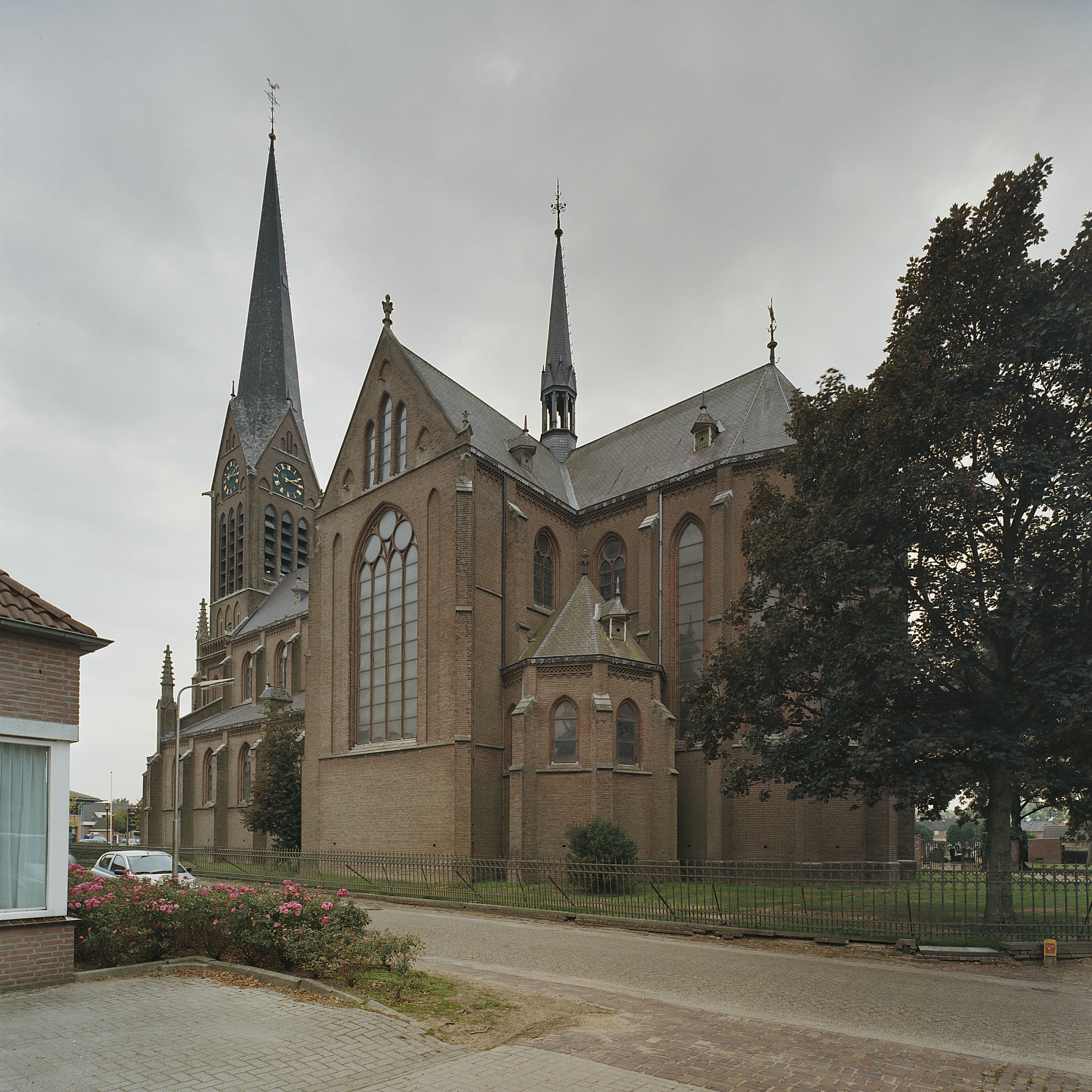
Zuidgevel met transept
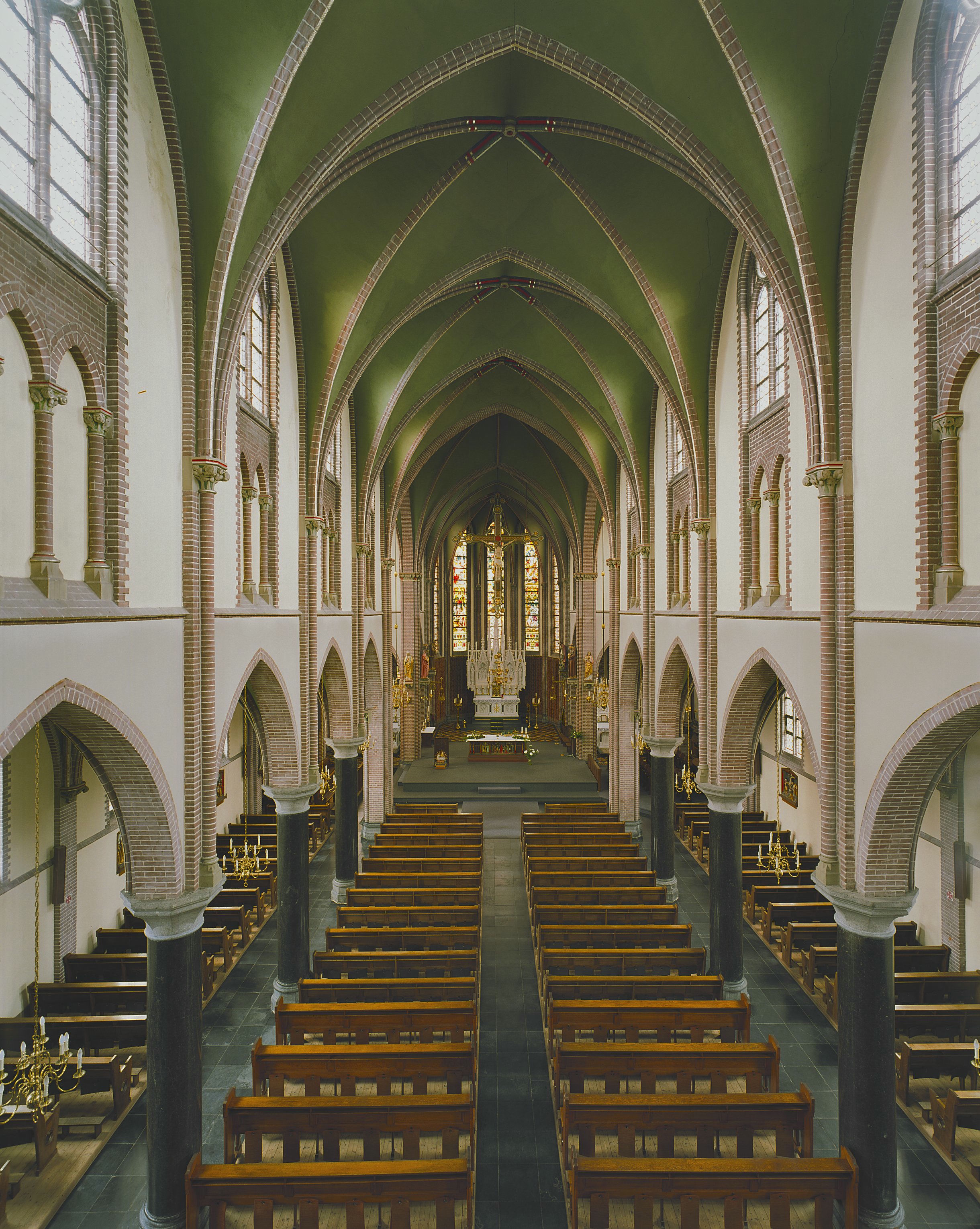
Interieur